# 1411 Brauna
1411 Brauna (1937 AM) là một tiểu hành tinh vành đai chính được phát hiện ngày 8 tháng 1 năm 1937 bởi Reinmuth, K. ở Heidelberg.